# João Virgínia
João Manuel Neves Virgínia, más conocido como João Virgínia, (Faro, 10 de octubre de 1999) es un futbolista portugués que juega de portero en el Sporting C. P. de la Primeira Liga.

## Trayectoria
João Virgínia comenzó su carrera como sénior en el Everton F. C. de la Premier League. Su debut como profesional llegó el 16 de septiembre de 2020, en un partido de la Carabao Cup, frente al Salford City. En la Premier debutó el 13 de marzo de 2021, frente al Burnley F. C.
En agosto de 2021 fue cedido al Sporting C. P. de la Primeira Liga portuguesa. Al año siguiente fue el S. C. Cambuur neerlandés quien logró su cesión.
El 25 de julio de 2025, tras haber abandonado el club inglés, volvió al Sporting C. P. con un contrato por tres temporadas.

## Selección nacional
Virginía ha sido internacional sub-16, sub-17, sub-18, sub-19, sub-20 y sub-21 con la selección de fútbol de Portugal.

## Clubes
| Club                    | País         | Año       |
| ----------------------- | ------------ | --------- |
| Everton F. C.           | Inglaterra   | 2019-2025 |
| Reading F. C. (cedido)  | Inglaterra   | 2019-2020 |
| Sporting C. P. (cedido) | Portugal     | 2021-2022 |
| S. C. Cambuur (cedido)  | Países Bajos | 2022-2023 |
| Sporting C. P.          | Portugal     | 2025-act. |

## Palmarés

### Títulos nacionales
| Título                      | Club           | País     | Año  |
| --------------------------- | -------------- | -------- | ---- |
| Copa de la Liga de Portugal | Sporting C. P. | Portugal | 2022 |

### Títulos internacionales
| Título         | Club (*)                     | Sede       | Año  |
| -------------- | ---------------------------- | ---------- | ---- |
| Europeo sub-17 | Selección sub-17 de Portugal | Azerbaiyán | 2016 |
| Europeo sub-19 | Selección sub-19 de Portugal | Finlandia  | 2018 |

(*) Incluyendo la selección.